# Жуантобе (Карагандинская область)
Жуантобе (каз. Жуантөбе) — село в Осакаровском районе Карагандинской области Казахстана. Входит в состав сельского округа Жансары. Код КАТО — 355637200.

## Население
В 1999 году население села составляло 221 человек (111 мужчин и 110 женщин). По данным переписи 2009 года, в селе проживало 99 человек (54 мужчины и 45 женщин).